# Józefinizm

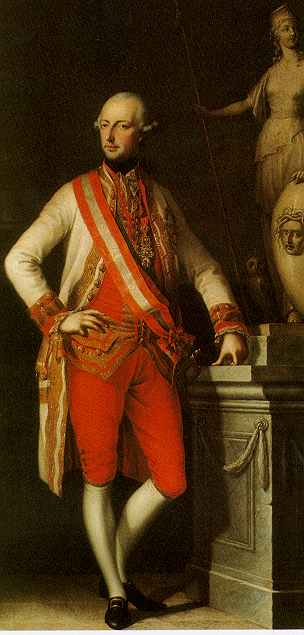
Józef II Habsburg

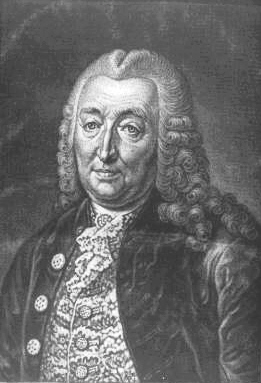
Paul Joseph Riegger

Józefinizm – nazwa systemu polityczno-religijnego wprowadzonego w monarchii habsburskiej przez cesarzową Marię Teresę, a następnie kontynuowanego przez jej syna Józefa II, polegającego na tworzeniu kościoła państwowego oraz podporządkowaniu całokształtu życia religijnego państwu. Powstał pod wpływem absolutyzmu, febronianizmu i gallikanizmu.

## Geneza i przebieg reform
Józefinizm został zapoczątkowany jeszcze przez Marię Teresę, a rozwinął się za panowania Józefa II. Podstawy teoretyczne pod józefinizm przygotowywał od późnych lat pięćdziesiątych XVIII w. austriacki prawnik Paul Joseph Riegger (1705–1775). Znanym teoretykiem józefinizmu był też Joseph von Sonnenfels.
Józef II, planując budowę kościoła państwowego, odnowił zasadę, że papież nie może mianować biskupów w krajach austriackich bez zgody władcy, ponadto ograniczył komunikowanie się hierarchii kościelnej ze Stolicą Apostolską oraz zabronił wywożenia pieniędzy, zbieranych na rzecz papiestwa. Rozporządzenia dotyczące kultu religijnego dotykały nabożeństw, zredukowały liczbę procesji, ustalały nawet liczbę świec palących się przy ołtarzu. Wydane też zostało zarządzenie zabraniające ze względów ekonomicznych używania trumien, jednak bardzo szybko musiało być wycofane.
Cesarz uważał, że państwo powinno mieć kontrolę nad wychowaniem księży, w związku z czym tworzono państwowe seminaria dla duchownych katolickich. Kler niższy, a więc proboszczowie, mieli stać się funkcjonariuszami państwowymi, którzy oprócz dbałości o moralność parafian i ich dobre nastawienie do państwa mieli wpajać im kult cesarza i wierność wobec władzy.
Zlikwidowane zostały klasztory kontemplacyjne, które nie trudniły się ani szpitalnictwem, ani szkolnictwem. Z działających 2163 klasztorów do 1786 zlikwidowanych zostało 738. Pieniądze uzyskane z majątków likwidowanych klasztorów przeznaczane były na budowę kościołów i tworzenie nowych parafii, bowiem cesarz uważał, że wierny nie może mieć dalej do swojego kościoła, niż godzinę drogi od miejsca zamieszkania.
Na terenie Galicji arcybiskup lwowski obrządku łacińskiego W.H. Sierakowski, wbrew wyraźnym zaleceniom władz, nie zezwolił państwowemu komisarzowi na towarzyszenie mu w czasie jego wizytacji archidiecezji, co w innych diecezjach Cesarstwa, zwłaszcza w Galicji, w owym czasie stawało się regułą.
W szeroko zakrojone reformy oświeceniowe józefinizmu wpisywał się też patent tolerancyjny, wydany przez Józefa II 13 października 1781 r., w którym przyznano protestantom i prawosławnym pełnię praw obywatelskich i wolność wykonywania kultu religijnego, zastrzegając jednocześnie, że katolicyzm jest nadal religią panującą.
Reformy dotyczyły też Żydów. Wydane rozporządzenia ułatwiały im drogę do asymilacji, otwierając m.in. dostęp do szkół wyższych. W tym też czasie nadano im nazwiska, oczywiście o brzmieniu niemieckim, przy czym jeśli zainteresowany nie mógł się odpowiednio opłacić, otrzymywał nazwisko ośmieszające.

## Skutki
Od 1782 następuje rozbudowa sieci tajnych agentów, systemu szpiegostwa, donosicielstwa i prowokacji. Proboszczom grożono karami za odprawianie nabożeństw w święta zniesione. Połowę sumy uiszczonej kary otrzymywał donosiciel, połowę zarząd gminy.
Wprowadzanie radykalnych reform doprowadziło m.in.do wybuchu powstania chłopskiego w Siedmiogrodzie w 1784 i antyhabsburskiego powstania w Belgii w 1789–1791. Zarazem Maria Teresa i Józef II przeznaczyli majątki kościelne na cele oświatowe (Fundusz Oświatowy) i Komisję Edukacyjną. Dzięki temu budowano nowe szkoły ludowe, szpitale, parafie i seminaria.
Po śmierci Józefa w 1790 roku większość reform cesarza odwołano, zostawiając jednak jego reformy kościelne (za panowania Leopolda II). Na skutek działań Habsburgów papiestwo postanowiło podpisać konkordat z Habsburgami. Ostatecznie w 1855 r. podpisano konkordat, jednak już 15 lat później został on zerwany.
Polski historiozof Feliks Koneczny interpretował józefinizm jako kolejną formę, jaką przybrał bizantynizm niemiecki, głoszący prymat władzy świeckiej nad duchowną, także w sprawach sumienia.